# کریستوفر بیشاپ
کریستوفر بیشاپ (انگلیسی: Christopher Bishop؛ زادهٔ ۷ آوریل ۱۹۵۹) مدیر آزمایشگاه مؤسسه تحقیقاتی مایکروسافت کمبریج، استاد افتخاری علوم رایانه در دانشگاه ادینبرو و عضو کالج داروین، کمبریج است. بیشاپ یکی از اعضای شورای هوش مصنوعی بریتانیا است، وی همچنین اخیرا به عضویت شورای علم و فناوری نخست وزیری منصوب شد.

## تحصیلات
بیشاپ مدرک بی‌ای را در رشته فیزیک از کالج سنت کاترین، آکسفورد، و پی‌اچ‌دی در فیزیک نظری از دانشگاه ادینبرو، با پایان نامه‌ای در مورد نظریه میدان کوانتومی تحت نظارت دیوید والاس و پیتر هیگز دریافت کرد.

## تحقیقات و حرفه
بیشاپ به بررسی یادگیری ماشینی می‌پردازد که در آن رایانه‌ها برای یادگیری از داده‌ها و تجربیات ساخته شده‌اند.